# Opęchowo
Opęchowo – wieś sołecka w Polsce położona w województwie mazowieckim, w powiecie ostrołęckim, w gminie Troszyn.
Wierni Kościoła rzymskokatolickiego należą do parafii św. Wawrzyńca w Kleczkowie.

## Historia
Wieś szlachecka położona była w drugiej połowie XVI wieku w powiecie ostrołęckim ziemi łomżyńskiej. W latach 1921–1939 wieś leżała w województwie białostockim, w powiecie ostrołęckim, w gminie Troszyn.
Według Powszechnego Spisu Ludności z 1921 roku wieś zamieszkiwało 267 osób, 255 było wyznania rzymskokatolickiego, a 12 mojżeszowego. Jednocześnie wszyscy mieszkańcy zadeklarowali polską przynależność narodową. Były tu 43 budynki mieszkalne. Miejscowość należała do parafii rzymskokatolickiej w Kleczkowie. Podlegała pod Sąd Grodzki w Ostrołęce i Okręgowy w Łomży; właściwy urząd pocztowy mieścił się w Kleczkowie.
W wyniku agresji III Rzeszy na Polskę we wrześniu 1939 wieś znalazła się pod okupacją niemiecką i do wyzwolenia weszła w skład Landkreis Scharfenwiese, Regierungsbezirk Zichenau III Rzeszy.
W latach 1975–1998 miejscowość administracyjnie należała do województwa ostrołęckiego.